# Gregos pônticos

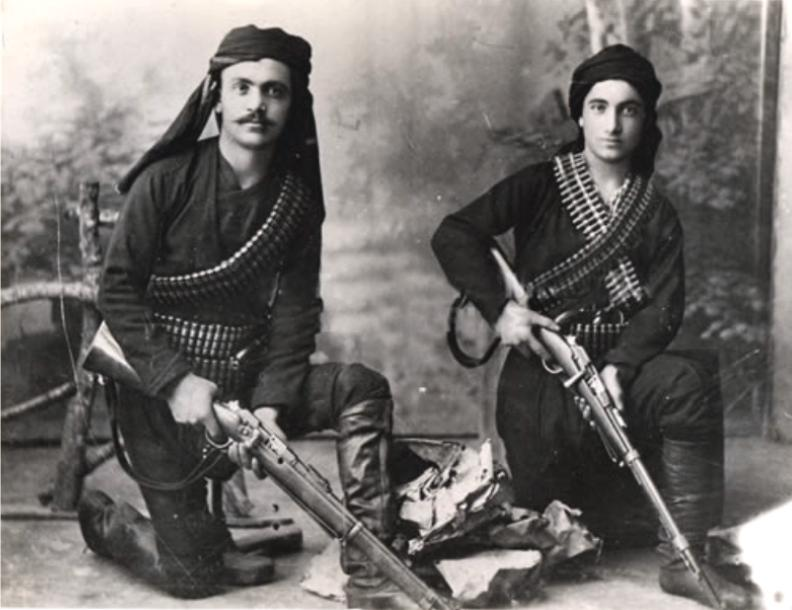
Soldados gregos pônticos no início do século XX

Os gregos pônticos (em grego: Πόντιοι, Ελληνοπόντιοι; romaniz.: Póntioi ou  Ellinopóntioi; em turco: Pontus Rumları ou Karadeniz Rumlari) constituem um grupo étnico grego que tradicionalmente vivia na região do Ponto, no nordeste da Anatólia, que é hoje o nordeste da Turquia.
Os gregos pônticos encontravam-se sobretudo na região do Ponto, às margens do mar Negro, nos montes Pônticos e na província de Carse (que no século XIX foi temporariamente ocupada pela Rússia), além de outras regiões do Cáucaso e da Geórgia. Aqueles que viviam ao sul da Rússia e da Crimeia (Ucrânia) são muitas vezes referidos como "[gregos] pônticos do norte", em contraste com os "pônticos do sul". Aqueles que viviam na Geórgia, no nordeste da Anatólia e no antigo Cáucaso russo são muitas vezes referidos nos círculos acadêmicos gregos contemporâneos como "[gregos] pônticos do leste" ou "gregos do Cáucaso".
Esse grupo étnico consiste de descendentes gregos e falam o dialeto grego pôntico, uma forma distinta da língua grega padrão que, devido ao afastamento, teve um processo de evolução linguística diferente da do resto do mundo grego. Os gregos pônticos tiveram uma presença contínua na região do Ponto, na Geórgia e no nordeste da Anatólia desde pelo menos 700 a.C. até 1922.